# AirSnort
AirSnort（エアスノート）は、IEEE 802.11シリーズで使われる暗号化方式であるWEP (Wired Equivalent Privacy) の暗号鍵をクラックしてしまうソフトウェア。2001年8月に公開された。
FBIが検証したところ3分ほどでクラッキングを完了されるのが確認されたが、何の対策もされなかった。

## AirSnortの仕組みとWPAの登場
AirSnortは受信するパケットを監視し、50,000～100,000パケットほどのパケットが集まると、WEPの欠陥を突いて暗号化鍵をクラッキングする。クラッカー向け雑誌でも紹介され、6～7分間でクラッキングが完了したとのレポートが出されている。
元々WEPにはアルゴリズムそのものに脆弱性があることが知られていたが、これらのソフトの登場によりコンピュータ業界は早急に新たな無線LAN用の暗号化プロトコルを標準化する必要に迫られ、WPA (Wi-Fi Protected Access) やIEEE 802.11i (WPA2) といった新たなプロトコルの登場につながっていった。